# 拉科尔尼阿耶
拉科尔尼阿耶（法語：La Cornuaille）是法国曼恩-卢瓦尔省的一个旧市镇，属于昂热区。该旧市镇总面积43.92平方公里，2009年时的人口为951人。
该市镇已于2016年12月15日和相邻的另外2个市镇合并成为瓦勒代德尔欧桑斯（Val d'Erdre-Auxence）。

## 人口
拉科尔尼阿耶人口变化图示